# Губерт Сесіл Бут
Губерт Сесіл Бут (англ. Hubert Cecil Booth; 4 липня 1871 — 14 січня 1955)  — англійський інженер, відомий як винахідник пилососа. Також розробляв оглядові колеса, підвісні мости та фабрики. Пізніше став головою та керуючим директором British Vacuum Cleaner & Engineering Co.

## Раннє життя
Бут народився у Парижі, Франція, його сім'я переїхала в Глостер, коли йому було 2 місяці. Отримав освіту в Глостерському коледжі та Школі графства Глостер під керівництвом преподобного Г. Ллойда Беретона. У 1889 році здав іспит і вступив до Центрального технічного коледжу в Лондоні. Закінчив трирічний курс в галузі цивільного будівництва та машинобудування під керівництвом професора Вільяма Анвіна та став студентом Інституту цивільних інженерів.

## Кар'єра
У грудні 1892 року почав працювати інженером-будівельником. На цій посаді проектував мости і великі колеса огляду для парків розваг у Лондоні, Блекпулі, Парижі і Відні. Він також працював над проектом двигунів для лінкорів Королівського флоту.

### Пилосос
Бут створив один з перших пилових пилососів. До того, як винахідник представив свою версію пилососа, машини для чищення просто чистили бруд, а не всмоктували його.
Бут створив великий пристрій, що приводився в дію від двигуна внутрішнього згоряння. Названий «Puffing Billy», пилосос був оснащений бензиновим двигуном. Повітря всмоктувалося за допомогою поршневої помпи через тканинний фільтр. Він не містив жодних щіток. Все очищення здійснювалось шляхом всмоктування через довгі трубки з соплами на кінцях. Незважаючи на те, що машина була надто громіздкою, щоб використовувати її вдома, принципи її експлуатації були по суті такі ж, як і у пилососів сьогодні. Бут пізніше створив електромоторну модель, але обидві конструкції були надзвичайно громіздкими, і їх треба було транспортувати кіньми на візку. Термін англ. «vacuum cleaner» був вперше використаний компанією для промоції винаходу Бута в 1901 році.
Бут спочатку не намагався продати свою машину, а продавав послуги з прибирання. На нього подавали скарги за шум його пилососів і він навіть був оштрафований за те, що машини лякали коней. Отримавши королівську печатку затвердження, моторизований пилосос використовувався для чищення килимів Вестмінстерського абатства до коронації Едуарда VII 1901 року.
Свої перші патенти отримав 18 лютого і 30 серпня 1901 року.

## Особисте життя
Був одружений з однією з дочок Френсіса Трінга Пірса, директора Priday, Metford and Company Limited. Був другом Г'ю Пембрука Воулза. Помер 14 січня 1955 року в Кройдоні, Англія.